# Bullet with Butterfly Wings
Bullet with Butterfly Wings è un singolo del gruppo alternative rock statunitense The Smashing Pumpkins, il primo estratto dal doppio album Mellon Collie and the Infinite Sadness del 1995.

## Descrizione
La strofa del brano è stata scritta dal leader Billy Corgan durante le sessioni di registrazione di Siamese Dream nel 1993 mentre il ritornello, scritto durante la registrazione della cover di Landslide, è stato aggiunto nel 1995.
Il brano ha vinto un Grammy Award nel 1997 per la miglior Hard Rock Performance ed è stato il primo della band a entrare nella Top 40 statunitense, piazzandosi al 22º posto nella Billboard Hot 100. È stato inoltre nominato come 91ª miglior canzone hard rock di tutti i tempi da VH1 e classificato al numero 70 nella lista 100 Greatest Guitar Songs of All Time di Rolling Stone.
Il brano arrivò secondo nella classifica Triple J Hottest 100, 1995, ed è anche stato votato al numero 33 nella Triple J Hottest 100 of All Time, 2008 e al numero 51 della Triple J Hottest 100 of All Time, 2009.

## Video musicale
Il video musicale, diretto da Samuel Bayer, si ispira al lavoro del fotografo brasiliano Sebastião Salgado sulle miniere di diamanti. Le scene contrastano con il nuovo look glam usato dalla band, in particolare Corgan indossa una maglietta nera con la scritta Zero argentata e pantaloni dello stesso colore. Il video è anche l'ultima apparizione filmata di Billy prima della decisione di radersi la testa.

## Tracce
CD singolo USA e UK
1. Bullet with Butterfly Wings – 4:16 (B. Corgan)
2. ...Said Sadly – 3:09 (J. Iha)

## Classifiche
| Classifica (1995)                   | Massima posizione |
| ----------------------------------- | ----------------- |
| Australia (ARIA Charts)             | 19                |
| Canada (RPM)                        | 18                |
| Regno Unito                         | 20                |
| Stati Uniti (Billboard Alternative) | 2                 |
| Stati Uniti (Billboard Hot 100)     | 22                |

## Formazione
The Smashing Pumpkins
- Billy Corgan – voce, chitarra, tastiere
- James Iha – chitarra
- D'arcy Wretzky – basso, cori
- Jimmy Chamberlin – batteria

Altri musicisti
- Nina Gordon – voce in ...Said Sadly
- Keith Brown – pianoforte in ...Said Sadly

## Cover
La band Ill Niño ha inserito una cover di questa canzone all'interno del suo album Dead New World.

## Nei media
- Il brano viene utilizzato, leggermente modificato, come sigla per il reality di Animal Planet Guerra alle baleniere (Whale Wars), che segue la Sea Shepherd Conservation Society nell'inseguire baleniere giapponesi nel Santuario delle balene.
- Il brano è utilizzato anche nell'episodio 13x11 di South Park, intitolato Whale Whores, che parodia proprio Whale Wars.
- "Weird Al" Yankovic ha eseguito il ritornello in The Alternative Polka dal suo album Bad Hair Day.
- Viene utilizzato come una traccia giocabile nel videogioco Guitar Hero 5.
- È stato utilizzato anche nel trailer di lancio di Dead Space 2.
- La canzone è stata la sigla del pay-per-view TNA Lockdown, edizione 2009.